# Campanula transsilvanica
Campanula transsilvanica là loài thực vật có hoa trong họ Hoa chuông. Loài này được Schur ex André mô tả khoa học đầu tiên năm 1855.